# Artinscher Modul
Der Begriff artinscher Ring oder artinscher Modul (nach Emil Artin) beschreibt im mathematischen Teilgebiet der Algebra eine gewisse Endlichkeitsbedingung. Der Begriff weist einige Analogien zum Begriff des noetherschen Rings auf, die beiden Begriffe sind aber nicht auf ganz einfache Weise miteinander verbunden. Zum Beispiel ist jeder artinsche Ring noethersch, aber nicht umgekehrt.

## Artinscher Modul

### Definition
Ein Modul {\displaystyle M} über einem Ring {\displaystyle R} mit {\displaystyle 1} heißt artinsch, wenn er eine der folgenden äquivalenten Bedingungen erfüllt:
- Jede nichtleere Menge von {\displaystyle R}-Untermoduln von {\displaystyle M} hat ein minimales Element bezüglich Inklusion.
- Jede absteigende Folge von Untermoduln wird stationär, d. h. in einer Kette {\displaystyle M_{1}\supseteq M_{2}\supseteq M_{3}\supseteq \dotsb } gibt es einen Index {\displaystyle n}, so dass für alle {\displaystyle i>n} gilt: {\displaystyle M_{i}=M_{n}}.
- Für jede Familie {\displaystyle \left(M_{i}\right)_{i\in I}} von Untermoduln existiert eine endliche Teilmenge {\displaystyle I_{0}} von {\displaystyle I}, so dass gilt: {\displaystyle \bigcap _{i\in I}M_{i}=\bigcap _{i\in I_{0}}M_{i}}

### Beispiele
- Jeder endliche Modul ist artinsch.
- Jeder endlich erzeugte Modul über einem artinschen Ring ist artinsch.
- {\displaystyle \mathbb {Z} } ist kein artinscher {\displaystyle \mathbb {Z} }-Modul.
- Eine endliche direkte Summe artinscher Moduln ist artinsch.
- Ist {\displaystyle R} eine (assoziative) Algebra über einem Körper {\displaystyle K}, und hat ein {\displaystyle R}-Modul {\displaystyle M} endliche {\displaystyle K}-Dimension, so ist {\displaystyle M} artinsch. Beispielsweise sind die Ringe {\displaystyle K\times K} und {\displaystyle K[T]/(T^{n})} artinsch.
- Die Prüfergruppe {\displaystyle \mathbb {Z} \left[{\tfrac {1}{p}}\right]{\Big /}\mathbb {Z} } als {\displaystyle \mathbb {Z} }-Modul ist artinsch, jedoch nicht {\displaystyle \mathbb {Z} \left[{\tfrac {1}{p}}\right]}.

### Eigenschaften
- Jeder injektive Endomorphismus ist ein Automorphismus.
- Für eine exakte Sequenz von Moduln {\displaystyle 0\rightarrow M_{1}\rightarrow M_{2}\rightarrow M_{3}\rightarrow 0} sind äquivalent:
  1. {\displaystyle M_{2}} ist artinsch,
  2. {\displaystyle M_{1},M_{3}} sind artinsch.
- Für einen (Links-)Modul {\displaystyle M} über einem (links-)artinschen Ring {\displaystyle R} sind äquivalent:
  - M ist (links-)artinsch,
  - M ist (links-)noethersch,
  - M ist endlich erzeugt.

## Artinscher Ring

### Definition
Ein Ring {\displaystyle R} heißt linksartinsch, wenn {\displaystyle R} artinsch als {\displaystyle R}-Linksmodul ist.
Ein Ring {\displaystyle R} heißt rechtsartinsch, wenn {\displaystyle R} artinsch als {\displaystyle R}-Rechtsmodul ist.
Ein Ring {\displaystyle R} heißt artinsch, wenn {\displaystyle R} links- und rechtsartinsch ist.
(Man beachte: Die Untermoduln sind dann gerade die (Links- / Rechts-)Ideale.)

### Beispiele
- Körper sind artinsch.
- Sei {\displaystyle K} ein Körper, {\displaystyle R} eine endlich erzeugte {\displaystyle K}-Algebra (d. h. {\displaystyle R\simeq K[X]/I} für ein geeignetes Ideal {\displaystyle I\subseteq K[X]}), dann ist {\displaystyle R} ein artinscher Ring genau dann, wenn {\displaystyle \dim _{K}(R)<\infty }.
- {\displaystyle {\begin{pmatrix}\mathbb {Z} &\mathbb {Q} \\0&\mathbb {Q} \end{pmatrix}}} ist rechtsnoethersch, aber weder linksartinsch noch linksnoethersch.
- {\displaystyle {\begin{pmatrix}\mathbb {Q} &\mathbb {R} \\0&\mathbb {R} \end{pmatrix}}} ist rechtsartinsch, aber nicht linksartinsch.

### Eigenschaften
- Ein artinscher Ring ist noethersch.
- Jeder injektive Endomorphismus ist ein Automorphismus.[1]
- Genauer ist ein kommutativer Ring mit Einselement genau dann artinsch, wenn er noethersch und nulldimensional ist (also wenn jedes Primideal ein maximales Ideal ist).
- Ein artinscher Integritätsring ist bereits ein Körper. Es gilt sogar folgende stärkere Aussage: Ein Integritätsring, der die absteigende Kettenbedingung für Hauptideale erfüllt, ist ein Körper.
- Ist in einem Ring das Nullideal Produkt maximaler Ideale, so ist der Ring genau dann artinsch, wenn er noethersch ist.
- In einem artinschen Ring existieren nur endlich viele maximale Ideale (und damit nur endlich viele Primideale).
- In einem artinschen Ring ist das Nilradikal nilpotent.
- Jeder artinsche Ring ist endliches Produkt artinscher lokaler Ringe.